# Dobra pośrednie
Dobra pośrednie − dobra, które w procesie produkcji są przetwarzane w inne dobra.